# سد هاندییا
سد هاندییا (به عربی: سدة الهندیة) یک سد در عراق است که در Babil Governorate, Iraq واقع شده‌است.